# ناگینا
ناگینا (به انگلیسی: Nagina) یک منطقهٔ مسکونی در هند است که در بخش بیجنور واقع شده‌است. ناگینا ۷۱٬۳۱۰ نفر جمعیت دارد و ۲۸۲ متر بالاتر از سطح دریا واقع شده‌است.